# Um Dia Qualquer
Um Dia Qualquer é uma série de televisão brasileira de drama criada e dirigida por Pedro von Krüger, baseada no filme homônimo do mesmo criador. Exibida pelo Canal Space, cujo lançamento da primeira temporada ocorreu em 17 de agosto de 2020 com 5 episódios, a série é protagonizada por Augusto Madeira, Mariana Nunes, Vinícius de Oliveira, Juan Paiva, Eli Ferreira, Tainá Medina e Wilen Reis. Um Dia Qualquer aborda as experiências pessoais de um grupo de pessoas que habitam na periferia de Rio de Janeiro e como o convívio com a violência afetam suas vidas e os fazem lutar por sobrevivência.
Em janeiro de 2023 foi confirmada a segunda temporada da série. As gravações começaram em março do mesmo ano e a estreia ocorreu em 30 de setembro de 2024.

## Premissa

### 1ª Temporada (2020)
Em Um Dia Qualquer, ao longo de 24 horas, o cotidiano de um grupo de moradores de um bairro da periferia do Rio de Janeiro é explorado nos mostrando que o dia a dia dessas pessoas é mascarado por uma situação grave de exposição a violência diária, milícias e um clima de guerra civil, que os fazem verdadeiramente buscar formas de sobrevivência todos os dias. A série se inicia com uma cena de tiro que mata o traficante Seu Chapa (Jefferson Brasil) e muda o destino de todos na trama, em especial o de Penha (Mariana Nunes), viúva do traficante assassinado. Após um salto temporal de dez anos, vemos Penha se dedicando à igreja e aos três filhos. No entanto, uma dor cerca sua vida. Ela busca respostas do desaparecimento do filho Emerson (Gabriel Leal), o qual não tem mais notícias após o jovem sofrer um episódio de violência policial. Quirino (Augusto Madeira) e Maciel (Vinícius de Oliveira) estão intimamente ligados ao crime da região e influenciam as vidas de jovens da região. Quirino é um ex-policial que agora está envolvido com uma milícia que comanda o bairro e está envolvido na morte de Seu Chapa. O desaparecimento de Emerson logo faz Penha desconfiar que Quirino tem envolvimento na ação.

### 2ª Temporada (2023)
Novas disputas de poder ainda cercam a vida na comunidade. Novas bandeiras e alianças são firmadas. Quirino está enfrentando a traição do fiel Maciel, ao passo que Menezes (Adriano Garib) está investindo na expansão e implementação de caça-níqueis no bairro. Enquanto isso, Penha precisa passar por cima de suas convicções para manter sua residência a salvo dos ataques da milícia. Em meio a essa tensão de poderes, Jéssica (Eli Ferreira) está agora engajada em um militância contrária ao autoritarismo e abuso das milícias, buscando a paz na região.

## Elenco e personagens
| Ator/Atriz           | Personagem       | Temporadas       |
| Ator/Atriz           | Personagem       | 1                |
| Elenco principal     | Elenco principal | Elenco principal |
| -------------------- | ---------------- | ---------------- |
| Mariana Nunes        | Penha            | Principal        |
| Augusto Madeira      | Quirino          | Principal        |
| Jefferson Brasil     | Seu Chapa        | Principal        |
| Vinícius de Oliveira | Maciel           | Principal        |
| Willean Reis         | Beto             | Principal        |
| Tainá Medina         | Bruna            | Principal        |
| Juan Paiva           | Júnior "Juninho" | Principal        |
| Eli Ferreira         | Jéssica          | Principal        |
| Gabriel Leal         | Emerson          | Principal        |
| Samuel Melo          | Robson           | Principal        |
| Junior Fair          | Sinistro         | Principal        |
| Pablo Barros         | Maicon           | Principal        |

## Episódios
| Temporada | Temporada | Episódios | Episódios | Originalmente exibido  | Originalmente exibido  |
| Temporada | Temporada | Episódios | Episódios | Estreia da temporada   | Final da temporada     |
| --------- | --------- | --------- | --------- | ---------------------- | ---------------------- |
|           | 1         | 5         | 5         | 17 de agosto de 2020   | 21 de agosto de 2020   |
|           | 2         | 6         | 6         | 30 de setembro de 2024 | 30 de setembro de 2024 |

### 1ª temporada (2020)
| N.º na série | N.º na temp. | Título        | Dirigido por     | Escrito por                                                     | Exibição original    |
| --- | ------------ | ------------- | ---------------- | --------------------------------------------------------------- | -------------------- |
| 1 | 1            | "Madrugada"   | Pedro von Krüger | Bernardo Doutel, Leonardo Gudel, Pedro von Krüger e Victor Rosa | 17 de agosto de 2020 |
| Um tiro é disparado e muda o destino de todos. Dez anos depois, madrugada, fim de carnaval e uma tragédia inevitável se confirma. Penha espera o dia clarear para iniciar sua empreitada: está obstinada a encontrar seu filho.           |              |               |                  |                                                                 |                      |
| 2 | 2            | "Manhã"       | Pedro von Krüger | Bernardo Doutel, Leonardo Gudel, Pedro von Krüger e Victor Rosa | 18 de agosto de 2020 |
| Penha começa a jornada em busca de seu filho e coloca Quirino contra a parede. Ele sabe que um novo problema está por vir e terá que ser resolvido. Dez anos antes, Seu Chapa recebe uma ligação e Penha logo percebe que há algo errado. |              |               |                  |                                                                 |                      |
| 3 | 3            | "Meio do Dia" | Pedro von Krüger | Bernardo Doutel, Leonardo Gudel, Pedro von Krüger e Victor Rosa | 19 de agosto de 2020 |
| No bairro da Penha, a polícia e o poder paralelo andam de mãos dadas. Quirino sente a pressão enquanto Maciel tem dúvidas sobre o pulso firme do patrão. Beto começa a colocar em prática um plano para expandir os negócios do pai.      |              |               |                  |                                                                 |                      |
| 4 | 4            | "Tarde"       | Pedro von Krüger | Bernardo Doutel, Leonardo Gudel, Pedro von Krüger e Victor Rosa | 20 de agosto de 2020 |
| Quirino quer resolver seus problemas com Penha a todo custo. O clima esquenta entre Beto e Bruna, e Quirino descobre que traição está mais próxima que ele pode imaginar. No passado, Quirino, Penha e Chapa se reencontram.              |              |               |                  |                                                                 |                      |
| 5 | 5            | "Noite"       | Pedro von Krüger | Bernardo Doutel, Leonardo Gudel, Pedro von Krüger e Victor Rosa | 21 de agosto de 2020 |
| A noite cai e é chegada a hora do acerto de contas entre Quirino e Penha. O que ela não é que o destino já tomou conta, e antes do sol raiar, ambos descobrirão que as últimas 24 horas foram tudo, exceto um dia qualquer.               |              |               |                  |                                                                 |                      |

## Antecedentes e produção

### Concepção
A série aborda temas sociais que estão diretamente ligados ao cotidiano dos habitantes do Rio de Janeiro, em especial nos bairros periféricos, como as milícias e o narcotráfico. Pedro von Krüger, em entrevista ao jornal Estado de Minas, explicou que ao criar a série tinha a intenção de "jogar luz" em assuntos considerados complexos na contemporaneidade carioca para assim gerar uma discussão. Inicialmente, Krüger havia planejado focar a série em um personagem miliciano candidato a vereador. O projeto de criação da obra é misto, incluindo a criação de um longa-metragem e uma série sobre o mesmo tema.

### Elenco
Um Dia Qualquer reúne um elenco de atores experientes e novatos. Entre o elenco já conhecido, Augusto Madeira foi convidado para o papel do miliciano "Quirino" após sua participação na série da Crime Time (2017), da Netflix. Madeira contou que o convite para o personagem é um diferencial, ao passo que durante muito tempo em sua carreira o ator ficou muito rotulado pela comédia. Mariana Nunes e Vinícius de Oliveira lideram o elenco mais experiente. A série conta com um elenco mais jovem, o qual foi selecionado em testes com mais de 100 atores jovens. Cerca de 350 figurantes participaram das filmagens da primeira temporada da série, todos moradores do bairro Marechal Hermes.